# Mary Wayte
Mary Alice Wayte Bradburne (Mercer Island, 25 de março de 1965) é uma nadadora dos Estados Unidos, ganhadora de quatro medalhas em Jogos Olímpicos, duas de ouro.
Wayte nasceu e cresceu em Mercer Island, Washington, onde nadou no Clube Aquático Chinook. Com 16 anos de idade, ganhou três medalhas de ouro nos 200 metros livre, 200 m costas, e no revezamento de 800 metros no Sport Festival Nacional em 1981
Wayte recebeu uma bolsa de estudos para estudar na Universidade da Flórida, em Gainesville, Flórida, onde ela nadou para a Florida Gators Natação & Mergulho na National Collegiate Athletic Association (NCAA), com o técnico Randy Reese entre 1983 e 1987. Ali, Wayte ganhou dois títulos individuais na NCAA, nas 100 jardas livres e 400 jardas medley em 1984, e foi das equipas vencedoras no revezamento 400m e revezamento 800m em 1984, 1985 e 1986, obtendo oito campeonatos da NCAA. Ela foi a nadadora do ano da Conferência do Sudeste em 1985, e recebeu um total de 26 honrarias nacionais, em seus quatro anos como nadadora colegiada.
Como membro da Equipe Nacional Americana, nos Jogos Pan-Americanos de 1983 em Caracas, Venezuela, ela ganhou a medalha de prata nos 200m livre, e ganhou a medalha de ouro no revezamento 4x100 metros livres.
Nos Jogos Olímpicos de Los Angeles em 1984, derrotou Cynthia Woodhead nos 200m livre para ganhar a medalha de ouro. Ela recebeu uma segunda medalha de ouro no revezamento 4x100 metros livres.
Quatro anos mais tarde, em Seul 1988, obteve a prata no revezamento 4x100 metros medley e o bronze nos 4x100 metros livres. Em Seul, ela terminou em quarto lugar no 200m livre, e competiu nos 200 metros medley.
Após sua aposentadoria da natação, Wayte se tornou comentarista do Sports Channel em meetings de natação e em entrevistas de multidão em jogos da NBA. Ela atuou como comentarista da NBC para a natação feminina em 1992 nos Jogos Olímpicos de Barcelona, na Espanha, e continuou a cobrir o campeonato da NCAA para a ESPN. Ela tem sido uma promotora para a Speedo, carros Alamo, o Spa Nacional e Pool Institute, da International Swimming Hall of Fame e outras organizações.
Wayte entrou no International Swimming Hall of Fame em 2000. A piscina onde Wayte treinava em Mercer Island, Washington foi renomeada com seu nome.
Wayte casou com o executivo Jim Bradburne em 1996, e tem duas filhas. Atualmente vive no vale do Shenandoah, na Virgínia, e trabalha em relações públicas. Em 2009, participou do Swim Across America, uma organização que alista nadadores olímpicos para arrecadar fundos para pesquisa sobre o câncer.